# مریلند (فیلم ۱۹۴۰)
«مریلند» (انگلیسی: Maryland (1940 film)) یک فیلم به کارگردانی هنری کینگ است که در سال ۱۹۴۰ منتشر شد.

## بازیگران
- والتر برنان
- شارلی روگلز
- دیک جونز
- ارنست ویتمن
- فی بینتر
- هتی مک‌دانل
- پل هاروی
- رابرت لووری
- سیدنی بلکمر
- استنلی اندروز
- ویلیام دیویدسن
- ارویل آلدرسون
- فرانک ام. توماس
- چارلز آر. مور